# شيح أبيض الزهر
شيح أبيض الزَّهر نوع من الشّيح، وهُو جَنْبَة مُعمَّرة سبروتيّة، تعلو من 100 إلى 200 سم عن الأرض. ساقها وفروعها ملس اللِّحاء، سمراء اللّون. أوراقها سنانيّة النّصل، خمليَّة الصّفحة العُليا، عرفيَّة الرّائحة. أزهارُها مغثريّة، تجرسُها النّحل. قناباتُها وحراشفها بيض كالحليب، ومن هنا جاءت تسميته. يستمر ازهرارها طوال فصل الخريف.